# Pflichtlektüre (Zeitung)
An den Universitäten im Ruhrgebiet lag vom 28. Oktober 2008 bis zum April 2017 die studentische Gratiszeitung pflichtlektüre aus. Danach folgte ein Relaunch, das Magazin erscheint seit Oktober 2017 unter dem Namen „Kurt – so wie du“ in Anlehnung an den Gründer des Instituts für Journalistik in Dortmund, Kurt Koszyk.
Knapp zwei Jahre lang erschien die pflichtlektüre im Tabloidformat sechsmal pro Semester mit einer Auflage von 50.000 Exemplaren. Seit einem Relaunch am 11. Oktober 2010 erschien sie als reines Magazin, d. h. im handlicheren Format und auf weißem, dickeren Papier. Der Umfang war von 16 auf 40 Seiten gewachsen, dafür erschien das Magazin nur noch dreimal pro Semester. Inhaltlich lag der Fokus weiter auf Uni- und Freizeitthemen, jedoch gab es nun ein drittes Ressort „Job“ mit Geschichten rund um Karriere, Nebenjobs und Geldfragen.  Die von der Redaktion eingeforderte Leser-Kritik an den Neuerungen fiel überwiegend positiv aus.
Die Redaktion des Heftes (Recherche, Text, Foto, Grafik und Layout) lag komplett in den Händen von Journalistik-Studierenden der TU Dortmund, Verleger war die WAZ-Mediengruppe.
pflichtlektüre war der Nachfolger der Dortmunder Campus-Zeitung Indopendent. Während sich die alte Ausgabe in erster Linie an die Dortmunder Studierenden richtete, gehören zur Zielgruppe der neuen auch die Studenten der Unis der Universitätsallianz Ruhr (UA Ruhr), d. h. die in Bochum, Essen und Duisburg – und damit insgesamt rund 110.000 Studierende und mehr als 1.300 Professoren, sowie etliche Angestellte.